# Alberto Mieli
(Alberto Mieli)
Alberto Mieli (Roma, 22 dicembre 1925 – Roma, 28 maggio 2018) è stato uno scrittore e superstite dell'Olocausto italiano.
Autore di un libro di memorie sulla sua esperienza di deportato al campo di concentramento di Auschwitz, è stato uno dei più attivi testimoni pubblici del dramma dell'Olocausto in Italia. 

## Biografia
Alberto Mieli nacque a Roma nel 1925 da Umberto Mieli e Rosa Moresco. Era il più grande di otto fratelli e viveva con la famiglia nel quartiere della Garbatella. Nel 1938, a causa dell'emanazione delle leggi razziali fasciste, fu costretto a lasciare la scuola, mentre i suoi genitori persero il lavoro. Dopo l'occupazione tedesca dell'Italia e l'inizio delle persecuzioni antiebraiche, alcune famiglie cattoliche ospitarono nelle proprie case i fratelli di Mieli, salvandoli dalla deportazione. Il 16 ottobre 1943 Alberto scampò al rastrellamento del ghetto di Roma, ma un mese più tardi fu arrestato dalle SS nei pressi di via Arenula ed imprigionato nel carcere di Regina Coeli, nel sesto braccio, uno dei settori in cui erano detenute le future vittime dell'eccidio delle Fosse Ardeatine.
Mieli scampò a questo massacro perché nel febbraio 1944 fu trasferito al campo di transito di Fossoli, presso Carpi, e poi, il 5 aprile 1944, fu messo su un convoglio in direzione del campo di concentramento di Auschwitz. Al suo arrivo gli fu tatuato sul braccio il numero 180060, poi fu impiegato nelle fabbriche belliche del lager. L'anno successivo fu costretto a intraprendere una massacrante marcia della morte di oltre 600 chilometri in direzione del campo di Mauthausen, in Austria, dove fu poi liberato dalle truppe americane il 5 maggio 1945. Già sfinito e affamato (pesava solo trenta chili), Alberto dovette anche sottoporsi ad un'operazione alla gamba per farsi rimuovere delle schegge di bomba.
Dopo la guerra tornò a Roma dai suoi famigliari, tutti sopravvissuti alla guerra, poi si sposò ed ebbe tre figli. Nel 2015 l'Università di Foggia gli conferì la laurea honoris causa in filologia, letteratura e storia per il coraggio dimostrato nel tramandare la sua esperienza ai bambini e ai ragazzi nelle scuole. Mieli affermò che «raccontare è un dovere nei confronti dei miei compagni che non sono più tornati. E' un dovere far sapere ai giovani ciò che accadde in quei lager. Una persona che non ricorda o che non vuol ricordare non è un uomo». Nel 2016 pubblicò un libro di memorie intitolato Eravamo ebrei - Questa era la nostra unica colpa, scritto assieme alla nipote Ester.

### La morte
Muore a Roma il 29 maggio 2018, all'età di 92 anni. I funerali religiosi si sono celebrati il giorno successivo, alla presenza dei familiari, gente comune e alcuni volti della politica, con un corteo funebre dal Tempio Maggiore fino alla sepoltura nel cimitero ebraico di Prima Porta.

## Opere
- Alberto Mieli (con Ester Mieli), Eravamo ebrei: questa era la nostra unica colpa (Venezia: Marsilio, 2016).